# География Саратовской области

Саратовская область на карте России.

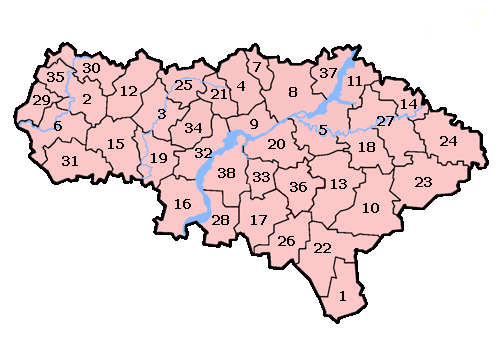
Муниципальные районы Саратовской области:
1 — Александрово-Гайский;
2 — Аркадакский;
3 — Аткарский;
4 — Базарно-Карабулакский;
5 — Балаковский;
6 — Балашовский;
7 — Балтайский;
8 — Вольский;
9 — Воскресенский;
10 — Дергачёвский;
11 — Духовницкий;
12 — Екатериновский;
13 — Ершовский;
14 — Ивантеевский;
15 — Калининский;
16 — Красноармейский;
17 — Краснокутский;
18 — Краснопартизанский;
19 — Лысогорский;
20 — Марксовский;
21 — Новобурасский;
22 — Новоузенский;
23 — Озинский;
24 — Перелюбский;
25 — Петровский;
26 — Питерский;
27 — Пугачёвский;
28 — Ровенский;
29 — Романовский;
30 — Ртищевский;
31 — Самойловский;
32 — Саратовский;
33 — Советский;
34 — Татищевский;
35 — Турковский;
36 — Фёдоровский;
37 — Хвалынский;
38 — Энгельсский.

Земли Саратовской области раскинулись по обе стороны реки Волги — на правом берегу простираются степи (в северной части лесостепи), а левый берег (или Заволжье) представлен степью, переходящей на границе с Казахстаном в полупустыню.

## Географическое положение Саратовской области
Саратовская область расположена на юго-востоке европейской части России, в северной части Нижнего Поволжья, между 50-м и 53-м градусами северной широты и 42-м и 51-м градусами восточной долготы. Площадь области достигает 101,2 тысячи квадратных километров (это суммарная территория трёх европейских государств: Албания, Бельгия и Швейцария). Граничит:
- на севере с Пензенской и Ульяновской областями;
- на северо-востоке с Самарской областью;
- на востоке с Оренбургской областью (граничит в одной точке);
- на юго-востоке с Западно-Казахстанской областью Казахстана;
- на юге с Волгоградской областью;
- на западе с Воронежской и Тамбовской областями.

## Геологическое строение
Территория Саратовской области расположена в юго-восточной части Русской платформы.

## Полезные ископаемые

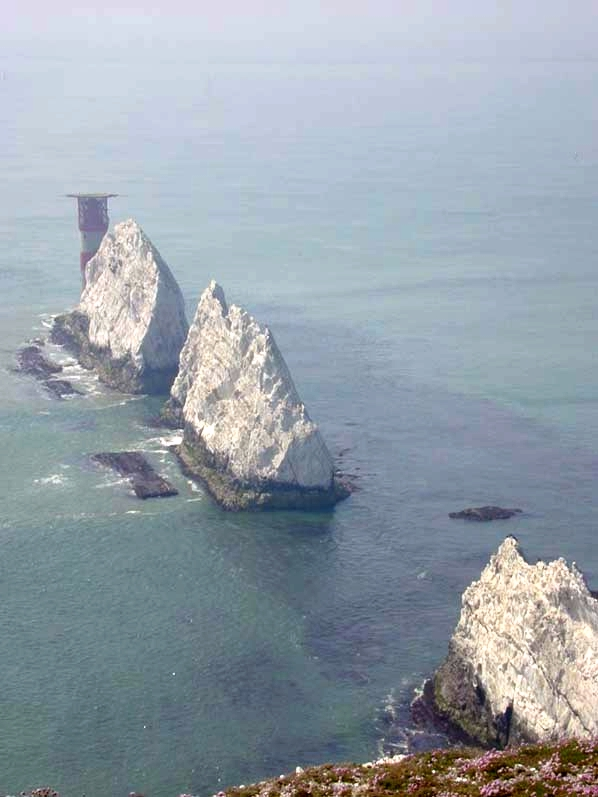
Залежи мела.

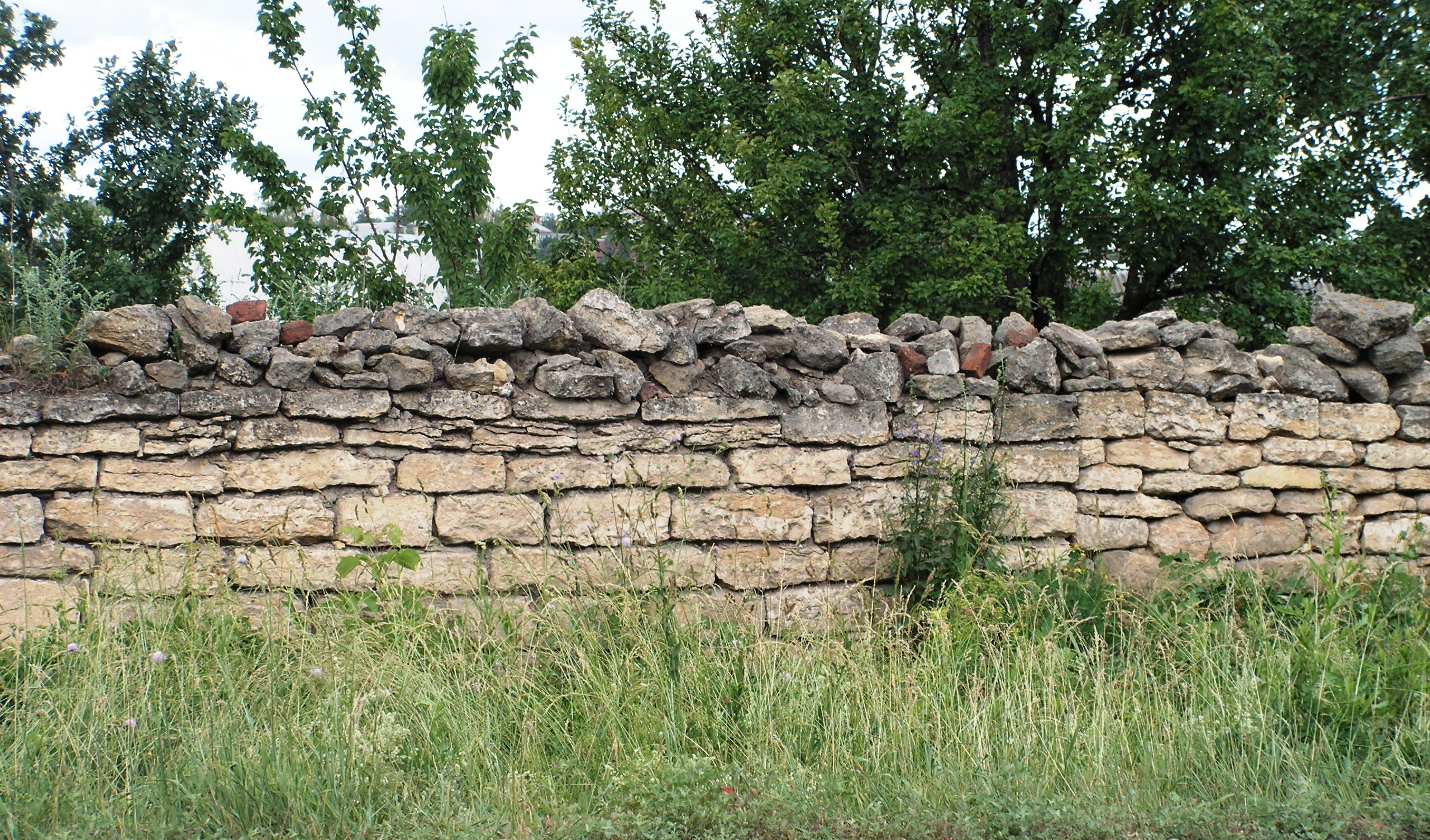
Стена, сложенная из известняка.

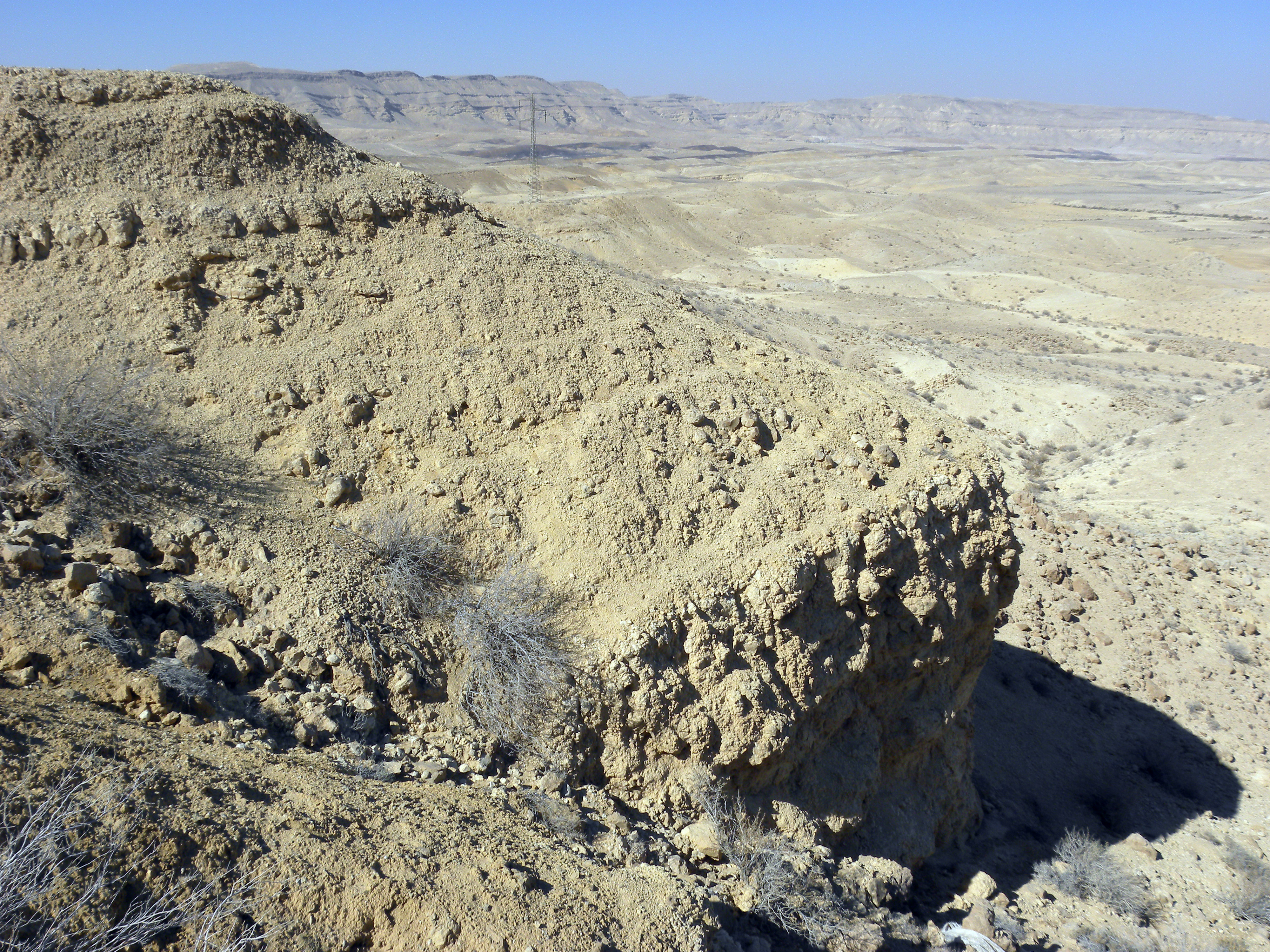
Мергель.

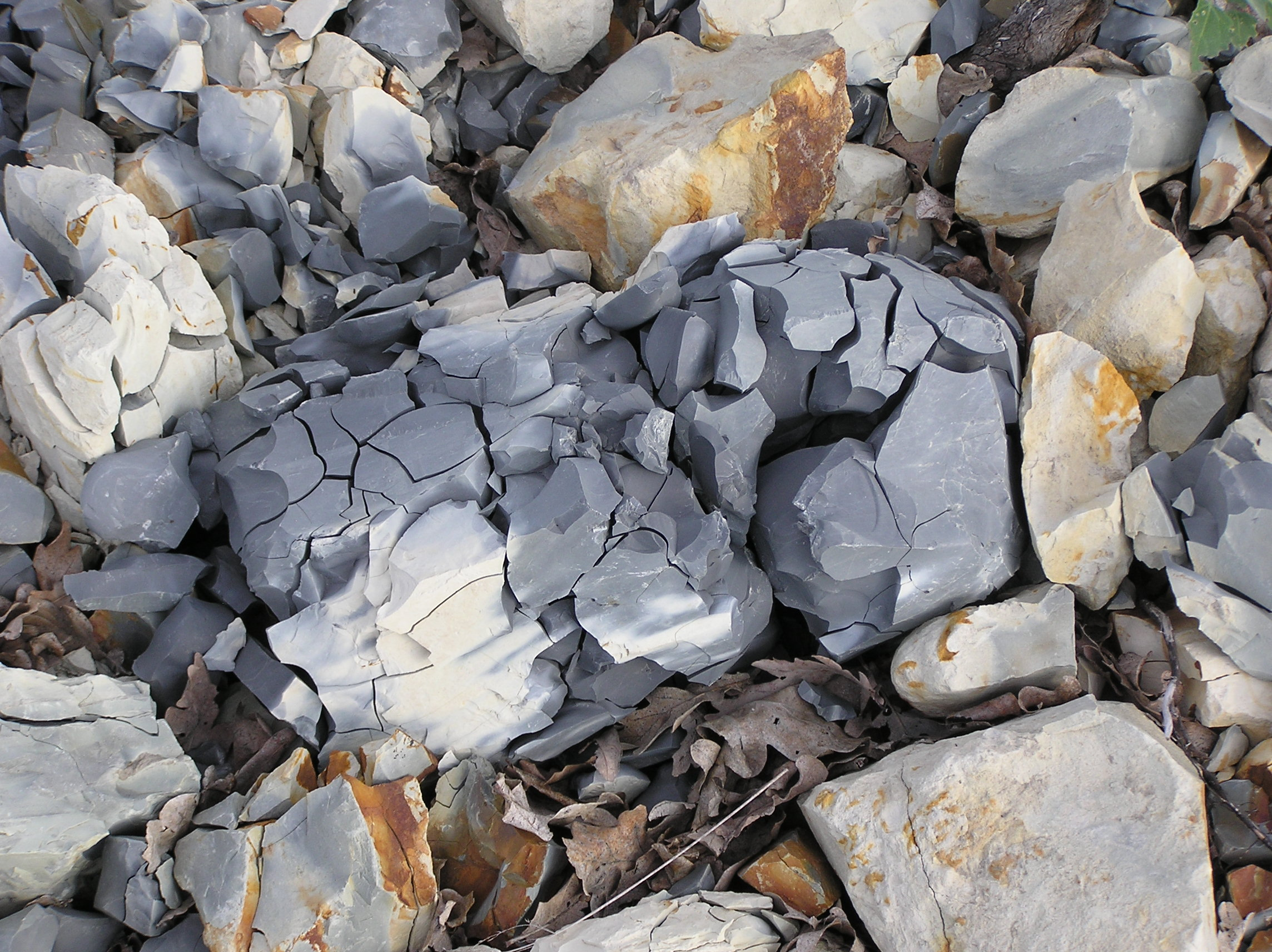
Опока (Саратовская область).

Полезные ископаемые в Саратовской области:
- Строительные материалы:
  - Мел — осадочная горная порода белого цвета, огромные запасы возле Вольска, Хвалынска, села Казанла Базарно-Карабулакского района, села Золотое Красноармейского района, у рабочего посёлка Озинки и села Меловое в Южном Общем Сырте. Применяется при производстве цемента и в строительстве.
  - Известняки — осадочная горная порода органического происхождения, добывается возле города Пугачёва, у села Берёзово в долине реки Большой Иргиз, южнее курорта Чапаевка в бассейне Большого Кушума и на правобережье у села Тепловка.
  - Мергель — осадочная камнеподобная горная порода, представляющая собой смесь глинистых и известковых веществ, залегает на склонах Лысой горы у Саратова и в других местах. Применяется в цементном производстве и строительстве.
  - Опока — кремнистая осадочная порода, образовавшаяся на дне моря из кремнистых скелетов микроскопических водорослей и мельчайших животных. Залежи опоки имеются возле Саратова (в Змеевых горах и в крутых берегах Волги), а также в Общем Сырте. Применяется в цементном производстве и строительстве. Кроме того, порошок опоки употребляется в качестве сорбента для очистки керосина и других горючих жидкостей от мазута и других примесей.
  - Песчаник — обломочная осадочная горная порода, представляющая собой однородный или слоистый агрегат обломочных зёрен размером от 0,1 мм до 2 мм (песчинок) связанных каким-либо минеральным веществом (цементом).
  - Пески — осадочные горные породы и продукты выветривания, применяются для строительного и дорожного дела. Крупный кварцевый песок, добываемый возле рабочего посёлка Хватовка является сырьём для Хватовского стекольного завода. Так называемые «нормальные пески», имеющие широкую известность и определяющие качество производимого цемента, распространены в Балаковском, Аркадакском районах и возле станции Привольское.
  - Глины — осадочные горные породы, широко распространены на территории области. На Приволжской возвышенности в Аркадакском районе и в северной части Саратовского района разрабатываются залежи жёлтой глины — охры. Служат сырьём для производства кирпича, черепицы, а также красок, в стекольной, текстильной и фарфоровой промышленности.
- Удобрения:
  - Фосфориты — используются для производства удобрений, добываются на правом берегу Волги возле села Синенькие и между горой Дурман и селом Трубино. В Заволжье — в районе горы Шмала около села Орловка, вблизи рабочего посёлка Горный и на склонах Перелюбского Сырта между сёлами Куцеба и Натальин Яр.
  - Калийные соли — встречаются в отложениях Прикаспийской впадины;
  - Магниевые соли — встречаются в отложениях Прикаспийской впадины и могут быть использованы в качестве удобрения.
- Топливо:
  - Нефть;
  - Природный газ;
  - Горючие сланцы — могут служить сырьём для получения смазочных масел и азотных удобрений, залегают в Заволжье вблизи рабочих посёлков Горный и Озинки и села Орловка, в Правобережье имеются в Хвалынском и Базарно-Карабулакском районах.

## Рельеф
Саратовская область расположена в юго-восточной части Восточно-Европейской или Русской равнины. В рельефе области выделяются Приволжская возвышенность и Прикаспийская низменность. Наивысшими точками являются вершины Хвалынских гор (максимум — 369 метров).

### Долина Волги
Долина реки Волги на территории Саратовской области представлена поймами и надпойменными террасами с плодородными землями, особенно значительными по размерам в Заволжье.

## Климат
Климат Саратовской области континентальный умеренных широт с жарким летом и студёной зимой.

## Внутренние воды
Основная река Саратовской области — главная водная магистраль России — Волга. Самый большой расход воды приходится на Волгу. Всего в области насчитывается 180 малых рек общей протяжённостью до 10 тысяч километров, наиболее развита речная сеть в Правобережье, имеющая сток в течение всего года. Большинство рек Правобережья (Хопёр, Медведица, Иловля) относятся к бассейну реки Дон.

## Почвы
На территории Саратовской области преобладают чернозёмные и каштановые почвы. По структуре преобладают глинистые, реже встречаются песчаные и супесчаные почвы. На севере Правобережья в лесостепной зоне находятся тучные чернозёмы — самые плодородные земли области.

## Растительность

### Культурная
Практически все земли области, пригодные для земледелия распаханы и засеяны зерновыми (подсолнух, пшеница, рожь, кукуруза), кормовыми и техническими культурами.

### Сорная

#### Растительность лесостепной зоны
В зоне лесостепи участки леса чередуются со степными. Травяной покров луговых степей представлен разнообразием ярко цветущих растений (сон-трава, шалфей, клевер, незабудка и другие), злаков (ковыль, тонконог). Степные участки давно распаханы. Леса большей частью представлены дубравами, однако в них встречаются липа, берёза, клён остролистный (платановидный), вяз, ясень, а в подлеске — рябина, боярышник, дикая яблоня и дикая груша и кустарник: терн, крушина, бересклет и шиповник.

#### Степная растительность
В настоящее время естественной степной растительности практически не сохранилось — степи распаханы и засеяны зерновыми культурами. Нетронутыми сохранились участки целинной степи вдоль оврагов, балок, на крутых склонах, возле рек и прудов. Здесь растут астрагалы, гвоздика, жёлтый ромашник[уточнить], ковыли (Лессинга, перистый и узколистый), люцерна, мятлик луковичный, подмаренник, птицемлечник, полынь австрийская (полынок), полынь Лерха, тысячелистник благородный, тырса, типчак, вероника и другие представители разнотравья. Кустарники: бобовник, дереза, ракитник, спирея, степная вишня. Часто встречаются эфемеры — однолетние растения с очень коротким периодом вегетации — бурачок с жёлтыми цветочками, проломник с белыми цветами.

#### Растительность полупустныни
Редкая и не образует сплошного покрова — растут полынок и белая полынь, ромашник, житняк, острец, типчак, прутняк, камфоросма и кустики спиреи.

#### Растительность речных пойм и долин
В поймах рек леса чередуются с лугами — лучшими сенокосными угодьями. Пойменные леса есть в долинах Волги, Большого Иргиза, Терешки, Медведицы и Хопра. В зоне полупустыни сохранились лесные участки вдоль реки Большой Узень около города Новоузенска и села Александров Гай, где растут осина, тополь серебристый, клён татарский, черёмуха, жимолость татарская, тамариск. Поймы, кроме того, используются и под огороды.

## Животный мир
Богат мир животных саратовских лесов, степей, полупустынь и водоёмов[уточнить]. Полезные и редкие животные[уточнить] взяты под государственную охрану: созданы заповедники, запрещена или ограничена охота.